# Soyuz TMA-1

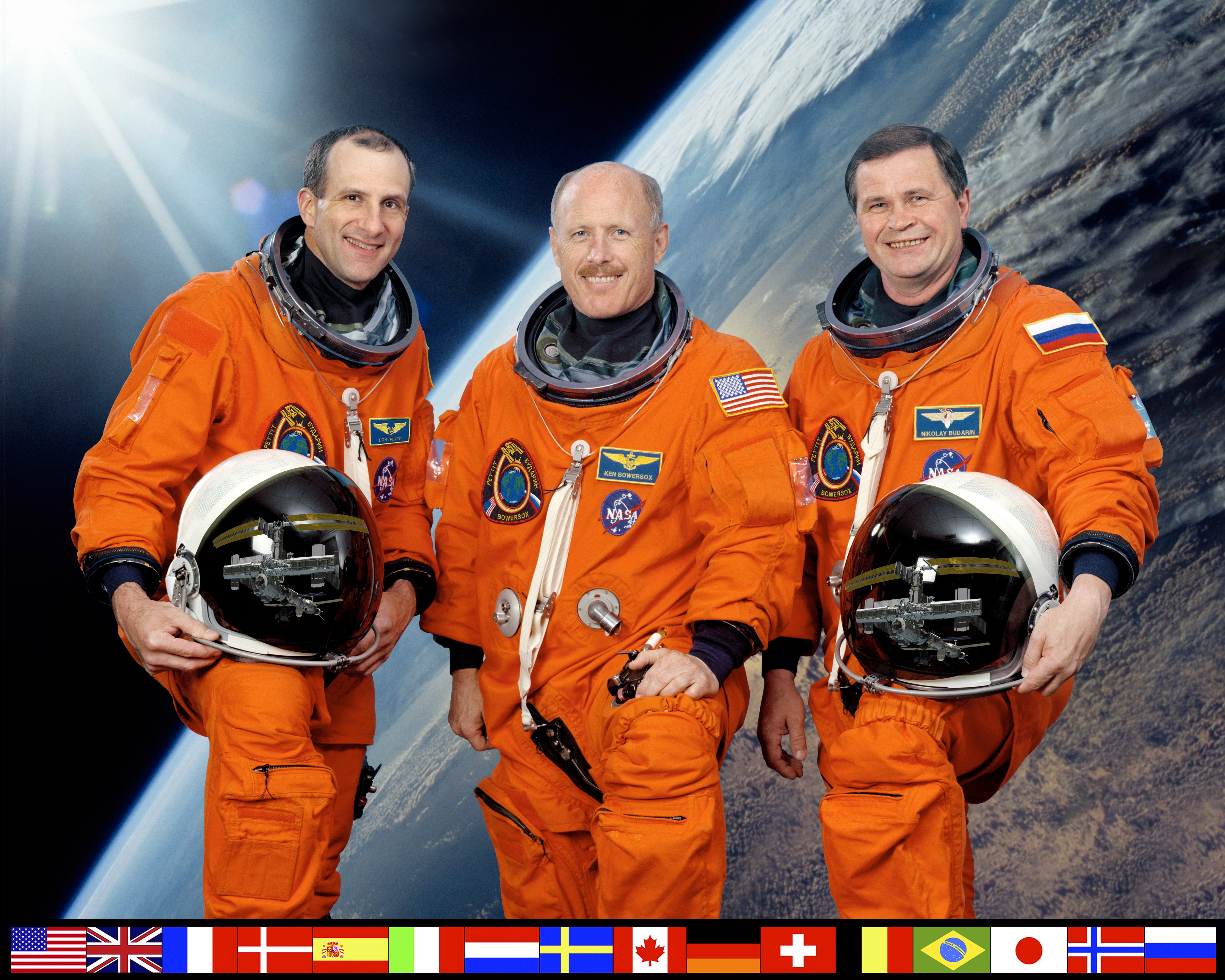
Tripulação retornada:
Pettit, Bowersox e Budarin

Soyuz TMA-1 foi o quinto voo de uma nave Soyuz para a Estação Espacial Internacional e o primeiro de uma Soyuz da classe TMA.

## Tripulação
Tripulação lançada na Soyuz TMA-1: (30 de outubro de 2002)
| Posição             | Tripulante      | Duração         | Pousou na   |
| ------------------- | --------------- | --------------- | ----------- |
| Comandante          | Sergei Zalyotin | 10d 20h 53m 09s | Soyuz TM-34 |
| Engenheiro de voo 1 | Frank De Winne  | 10d 20h 53m 09s | Soyuz TM-34 |
| Engenheiro de voo 2 | Yuri Lonchakov  | 10d 20h 53m 09s | Soyuz TM-34 |

Tripulação retornada na Soyuz TMA-1: (4 de maio de 2003)
| Posição             | Tripulante       | Duração          | Lançou na |
| ------------------- | ---------------- | ---------------- | --------- |
| Comandante          | Nikolai Budarin  | 161d 01h 14m 38s | STS-113   |
| Engenheiro de voo 1 | Kenneth Bowersox | 161d 01h 14m 38s | STS-113   |
| Engenheiro de voo 2 | Donald Pettit    | 161d 01h 14m 38s | STS-113   |

## Parâmetros da Missão
- Massa: ? kg
- Perigeu: 193 km
- Apogeu: 235 km
- Inclinação: 51.6°
- Período: 88.7 minutos

## Missão
A missão  foi comandada pelo cosmonauta Sergei Zalyotin, que foi lançado ao espaço junto com a tripulação composta dos engenheiros de voo Frank De Winne e Yuri Lonchakov. A nave levou a bordo uma série de equipamentos de última geração, incluindo um novo computador de bordo testado com sucesso em voo. Enquanto a TMA-1 se encontrava acoplada em missão na ISS, o ônibus espacial Columbia, da NASA, desintegrou-se em sua reentrada na atmosfera em fevereiro de 2003, deixando a nave russa como única opção de transporte entre a Terra e a ISS e única opção de retorno dos residentes na estação, os integrantes da Expedição 6.
Devido ao acidente com a Columbia, que deixou paralisado o programa dos ônibus espaciais, o retorno da TMA-1 foi feito com uma tripulação diferente da que foi lançada seis meses antes e pela primeira vez astronautas norte-americanos voltaram do espaço a bordo de uma nave espacial russa. No retorno à Terra, a nave teve problemas na reentrada, feita numa trajetória balística e profunda, o que causou uma exposição da tripulação - que retornou ilesa - à forças gravitacionais muito altas  e levou a cápsula a aterrissar cerca de 450 km fora do local pré-determinado, ao norte do mar de Aral, no Cazaquistão.
A comunicação entre a nave e o controle de terra foi interrompida durante e depois da descida por causa de perda de uma antena e paralisação de outras duas, fazendo com que a tripulação só conseguisse comunicação através de um transmissor de emergência após o pouso. Por causa deste incidente, a partir daí todas as missões Soyuz passaram a ter um telefone por satélite a sua disposição, para estabelecer conta(c)to com as forças de resgate e busca em terra.
- NOTA:  O cantor norte-americano Lance Bass da boyband N' Sync, de grande sucesso popular internacional na época, estava escalado e em treinamento para participar desta missão, através do programa de turistas espaciais da Space Adventures, empresa dedicada a comercializar estas viagens com a Agência Espacial Russa. Entretanto, atrasos no treino e na missão, além da falta de pagamento total da viagem  pelo artista, acabaram causando a sua substituição pelo cosmonauta Yuri Lonchakov.[2][3]